# Pflegezeitschrift
Pflegezeitschrift ist eine deutsche Fachzeitschrift im Bereich Pflegewissen für Management, Lehre, Pflegepraxis und -forschung. Sie wurde 1948 gegründet und erscheint seit Januar 2017 unter der Marke Springer Pflege von Springer Medizin. Zuvor verlegte der Kohlhammer Verlag aus Stuttgart die Zeitschrift. Die Druckauflage beträgt 5.000 Exemplare.
1948 unter dem Titel Deutsche Schwesternzeitung gegründet, nannte sie sich ab 1971 Deutsche Krankenpflegezeitschrift. Seit 1994 erscheint sie unter dem Namen Pflegezeitschrift. Zielgruppe sind alle in der Pflege Tätigen, das heißt Pflegende im klinischen und außerklinischen Bereich – aus der Kranken-, Kinderkranken- und Altenpflege, Auszubildende in den Pflegeberufen und Studierende, Lehrende in Aus-, Fort- und Weiterbildungseinrichtungen, Leitungskräfte auf den verschiedenen Führungsebenen in der Pflege, Verantwortliche für das Qualitätsmanagement sowie pflegewissenschaftlich Tätige und Interessierte. Kernrubriken sind Pflegepraxis, Pflegewissenschaft, Pflegemanagement und Pflegepädagogik. In der Rubrik Pflegewissenschaft erscheinen unter anderem Originalarbeiten, die durch das wissenschaftliche Editorial Board einem Peer-Review-Verfahren unterzogen wurden.